# 4590 Dimashchegolev
4590 Dimashchegolev este un asteroid din centura principală, descoperit pe 25 iulie 1968 de G. A. Pliughin și I. Beliaev.